# E. Fred Schubert

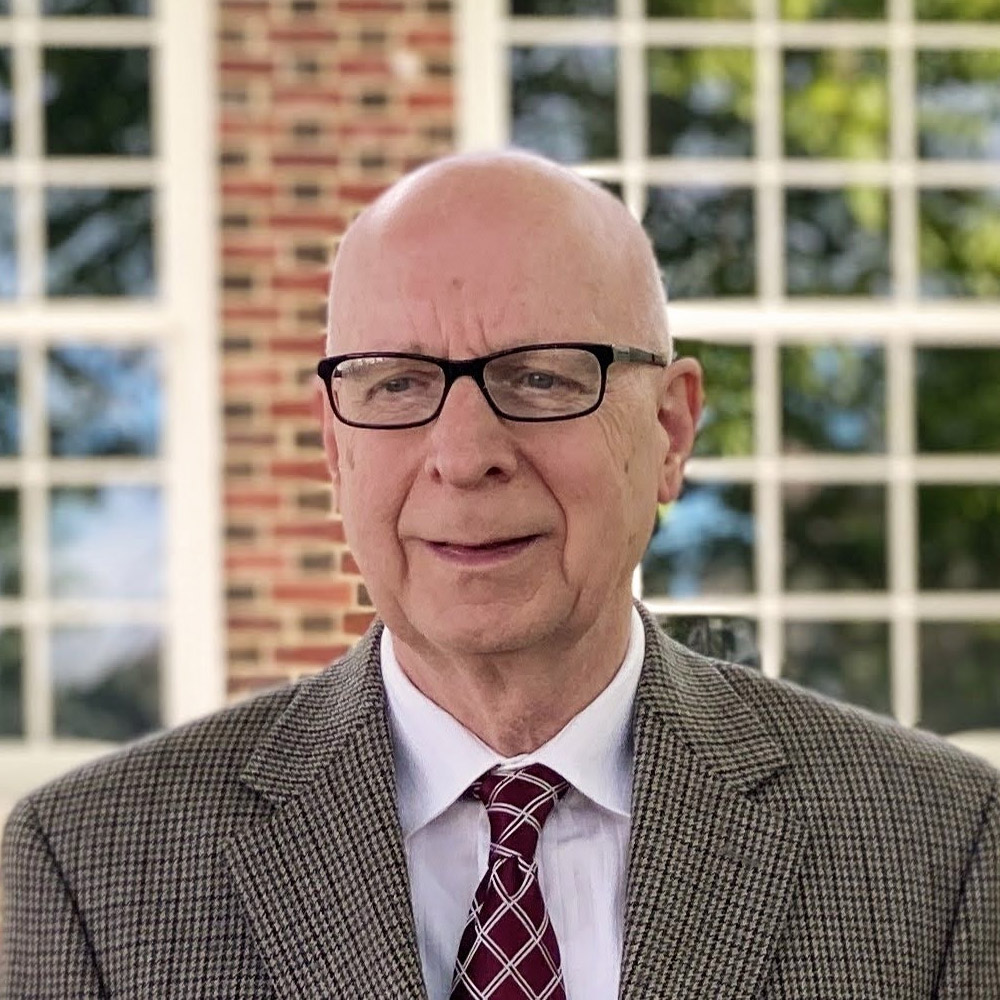
E. Fred Schubert, 2023

Erdmann Friedrich Schubert (* 8. Februar 1956; in Publikationen meist als E. Fred Schubert zitiert) ist ein deutscher Ingenieurwissenschaftler auf dem Gebiet der Elektrotechnik. Auf diesem Gebiet widmete er sich hauptsächlich der Erforschung von Halbleitern, Leuchtdioden und Computerchips.

## Leben
E. Fred Schubert wuchs in Stuttgart auf und studierte Elektrotechnik an der Universität Stuttgart. Er erlangte 1981 den Titel des Diplom-Ingenieurs. Nach Abschluss seiner Doktorarbeit 1986 arbeitete er für das Unternehmen AT&T Bell Laboratories in Murray Hill, New Jersey. 1995 wurde er als Professor an das Department of Electrical and Computer Engineering der Boston University berufen, wo er hauptsächlich auf dem Gebiet der Halbleiterforschung arbeitete. Seit 2002 ist er Professor für Elektrotechnik und Computersysteme am Rensselaer Polytechnic Institute in New York.

## Werk
Schubert gilt als Pionier bei der Erforschung von Leuchtdioden. Er ist Autor und Herausgeber zahlreicher Fachbücher sowie mehr als 200 weiterer Publikationen und hält ungefähr 28 Patente.

## Schriften (Auswahl)
- Doping in III-V Semiconductors. Cambridge University Press, Cambridge (UK), 2005.
- Light-Emitting Diodes. Cambridge University Press, Cambridge (UK), 2002.
- Delta Doping of Semiconductors. Cambridge University Press, Cambridge (UK), 1996.